# سیارک ۹۱۶۲
سیارک ۹۱۶۲ (به انگلیسی: 9162 Kwiila، نامگذاری:1987OA) نه هزار و صد و شصت و دومین سیارک کشف شده‌است که در ۲۹ ژوئیه ۱۹۸۷ کشف شد.